# Pachychoeta apicalis
Pachychoeta apicalis är en tvåvingeart som beskrevs av Stanley Willard Bromley 1934. Pachychoeta apicalis ingår i släktet Pachychoeta och familjen rovflugor.
Artens utbredningsområde är Guyana. Inga underarter finns listade i Catalogue of Life.